# Contre-la-montre féminin aux championnats du monde de cyclisme sur route 2000
Navigation
1999 2001
Le contre-la-montre féminin des championnats du monde de cyclisme sur route 2000 a lieu le 11 octobre 2000 à Plouay, en France, sur une distance de 24,5 km. Il est remporté par l'Américaine Mari Holden.

## Classement
|                                    | Coureur                  | Pays        |    | Temps          |
| ---------------------------------- | ------------------------ | ----------- | -- | -------------- |
| Médaille d'or, Coupe du Monde      | Mari Holden              | États-Unis  | en | 33 min 14 s 62 |
| Médaille d'argent, Coupe du Monde  | Jeannie Longo            | France      | +  | 3 s 71         |
| Médaille de bronze, Coupe du Monde | Rasa Polikevičiūtė       | Lituanie    |    | 46 s 91        |
| 4                                  | Solrun Flataas           | Norvège     |    | 54 s 91        |
| 5                                  | Ceris Gilfillan          | Royaume-Uni |    | 57 s 72        |
| 6                                  | Hanka Kupfernagel        | Allemagne   |    | 59 s 24        |
| 7                                  | Albine Caillié           | France      |    | 1 min 16 s 44  |
| 8                                  | Zinaida Stahurskaia      | Biélorussie |    | 1 min 28 s 50  |
| 9                                  | Judith Arndt             | Allemagne   |    | 1 min 38 s 13  |
| 10                                 | Mariëlle van Scheppingen | Pays-Bas    |    | 1 min 50 s 23  |
| 11                                 | Tracey Gaudry            | Australie   |    | 1 min 56 s 79  |
| 12                                 | Anne Samplonius          | Canada      |    | 1 min 57 s 41  |
| 13                                 | Sara Carrigan            | Australie   |    | 1 min 59 s 21  |
| 14                                 | Gabriella Pregnolato     | Italie      |    | 2 min 0 s 52   |
| 15                                 | Susanne Ljungskog        | Suède       |    | 2 min 4 s 15   |
| 16                                 | Ruth Martinez Gomez      | Espagne     |    | 2 min 11 s 97  |
| 17                                 | Wenche Stensvold         | Norvège     |    | 2 min 12 s 17  |
| 18                                 | Bogumiła Matusiak        | Pologne     |    | 2 min 18 s 30  |
| 19                                 | Sara Symington           | Royaume-Uni |    | 2 min 25 s 73  |
| 20                                 | Nicole Brändli           | Suisse      |    | 2 min 33 s 89  |
| 21                                 | Deirdre Demet-Barry      | États-Unis  |    | 2 min 36 s 74  |
| 22                                 | Monika Tyburska          | Pologne     |    | 2 min 41 s 50  |
| 23                                 | Diana Rast               | Suisse      |    | 2 min 41 s 57  |
| 24                                 | Lisbeth Simper           | Danemark    |    | 3 min 16 s 16  |
| 25                                 | Luisa Tamanini           | Italie      |    | 3 min 20 s 47  |
| 26                                 | Geraldine Gill           | Irlande     |    | 3 min 43 s 23  |
| 27                                 | Agnes Kay Eppers         | Bolivie     |    | 6 min 34 s 58  |
| 28                                 | Fatma Galiullina         | Ouzbékistan |    | 6 min 51 s 71  |
| abandon                            | Sandy Espeseth           | Canada      |    |                |
| non partant                        | Jenny Algelid            | Suède       |    |                |
| non partant                        | Jolanta Polikevičiūtė    | Lituanie    |    |                |